# Ocean Park Hong Kong

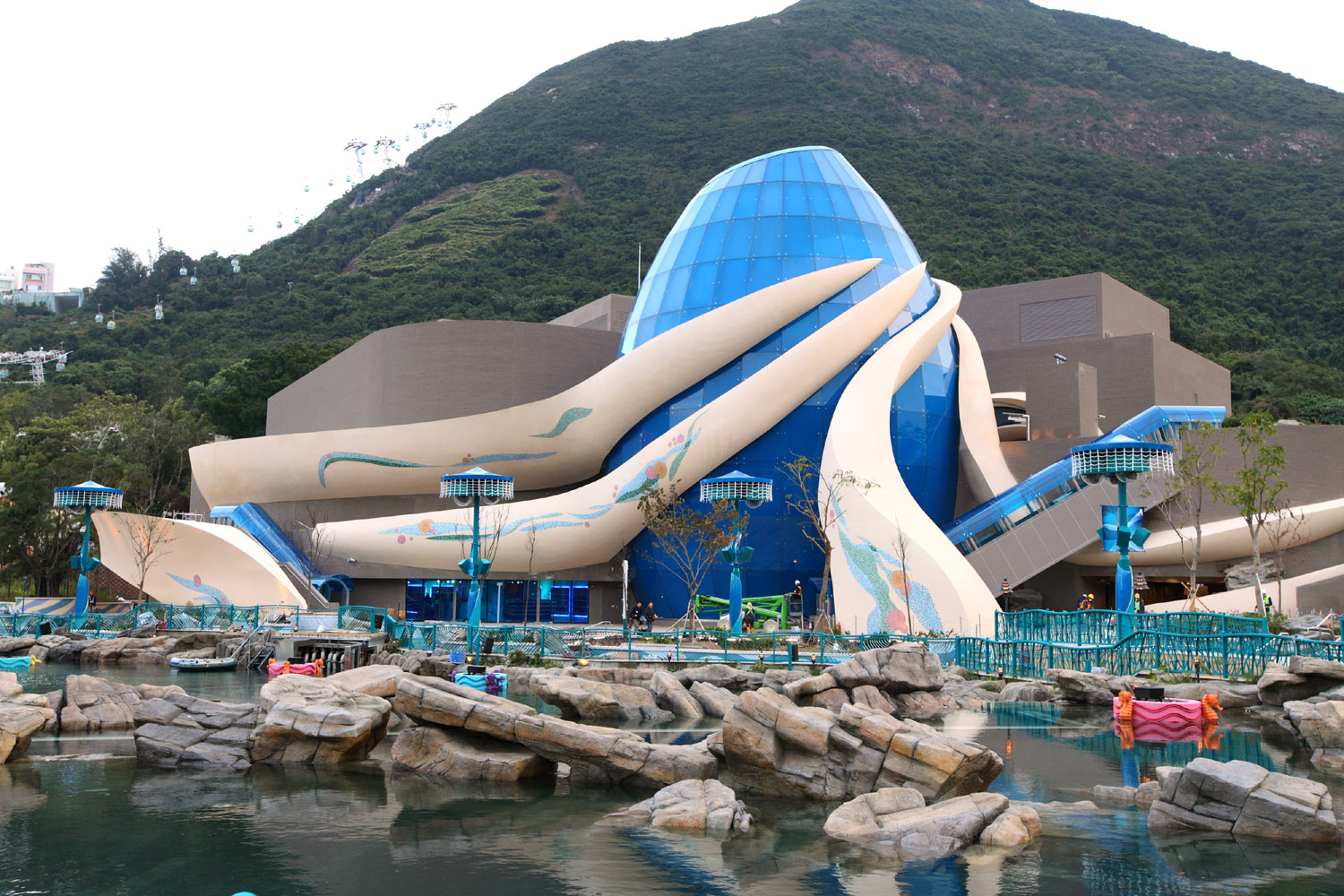
The Grand Aquarium in Aqua City

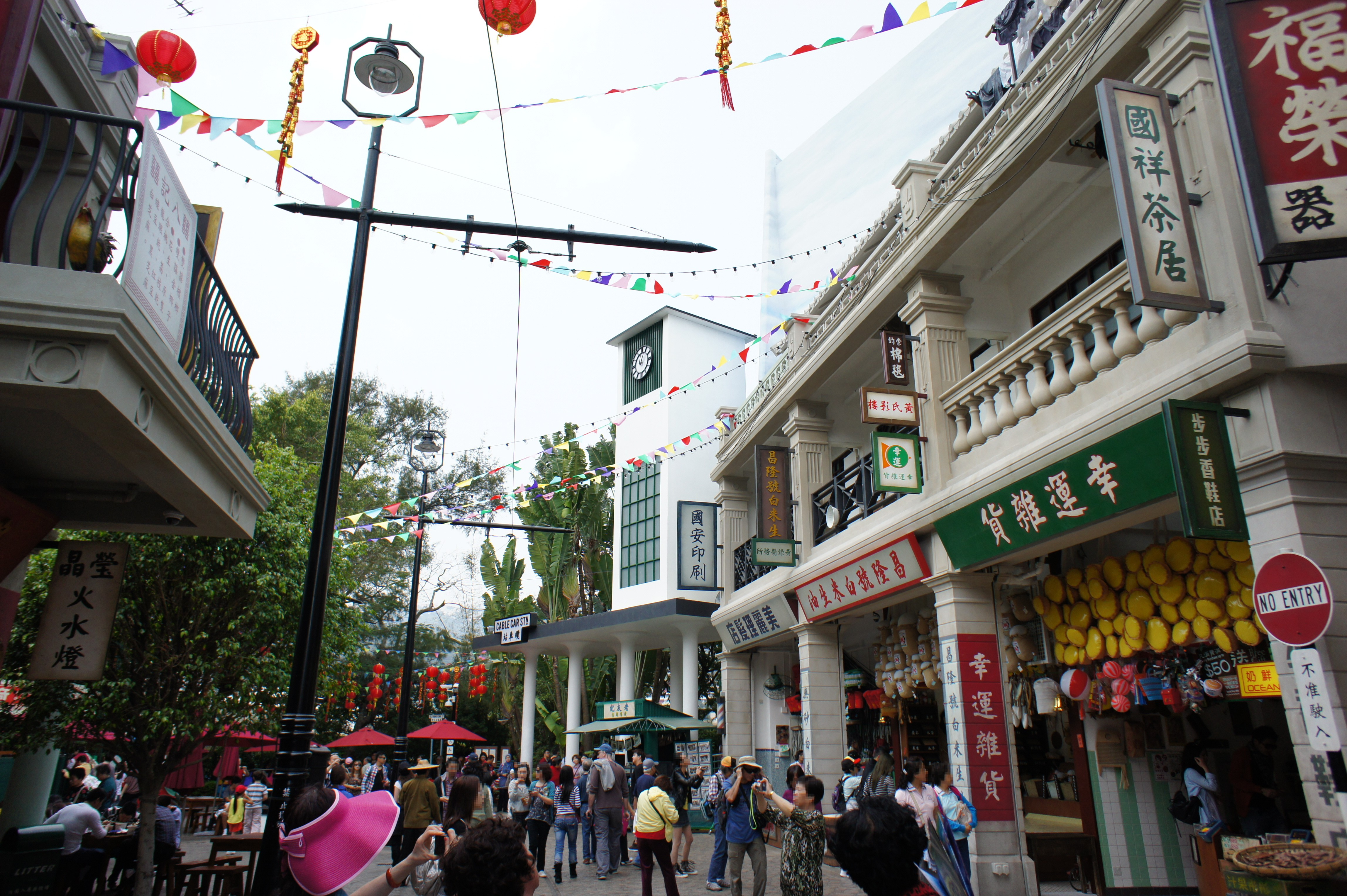
Old Hong Kong in Aqua City

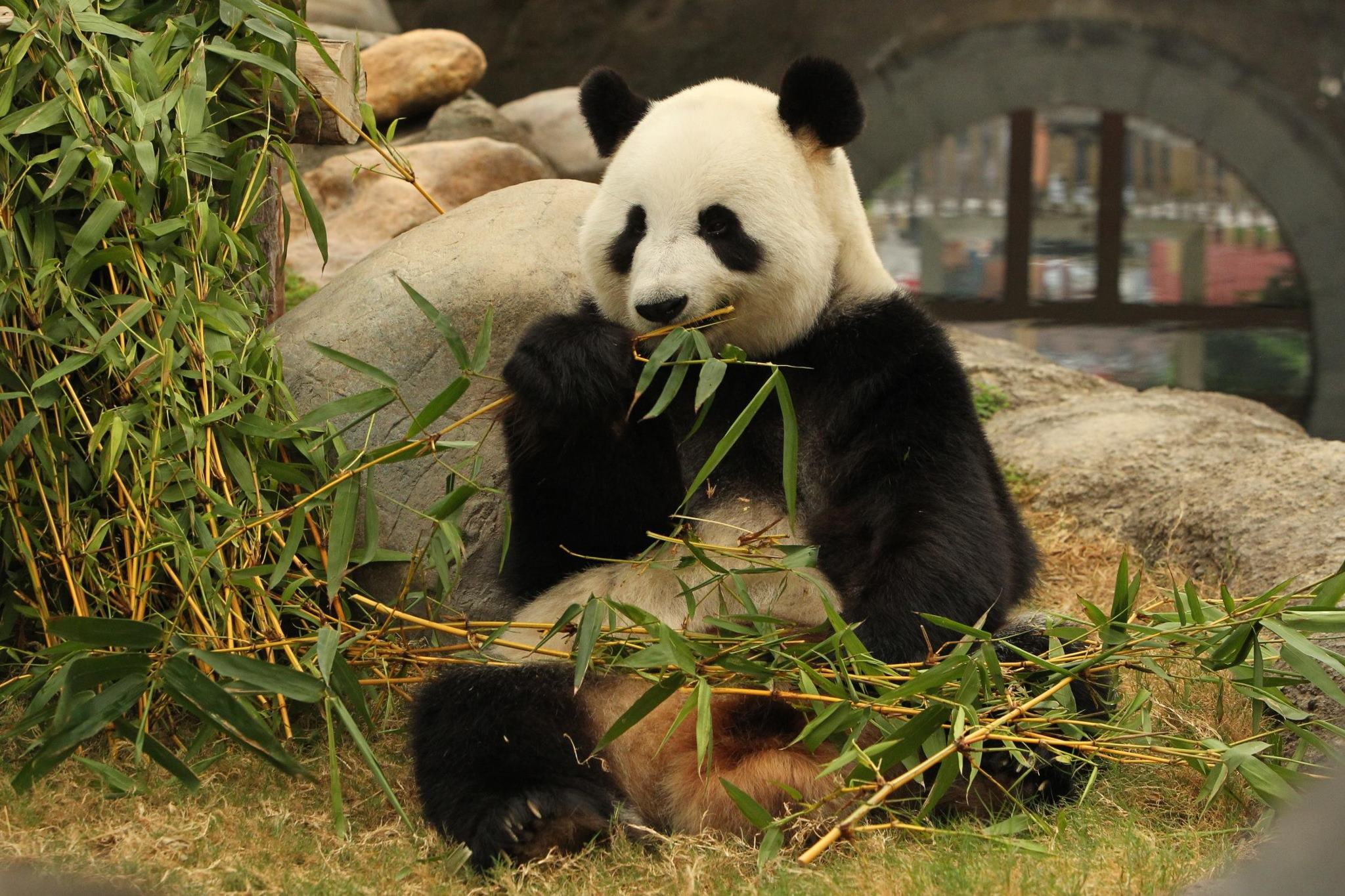
Reuzenpanda Ying Ying in Giant Panda Adventure in Amazing Asian Animals

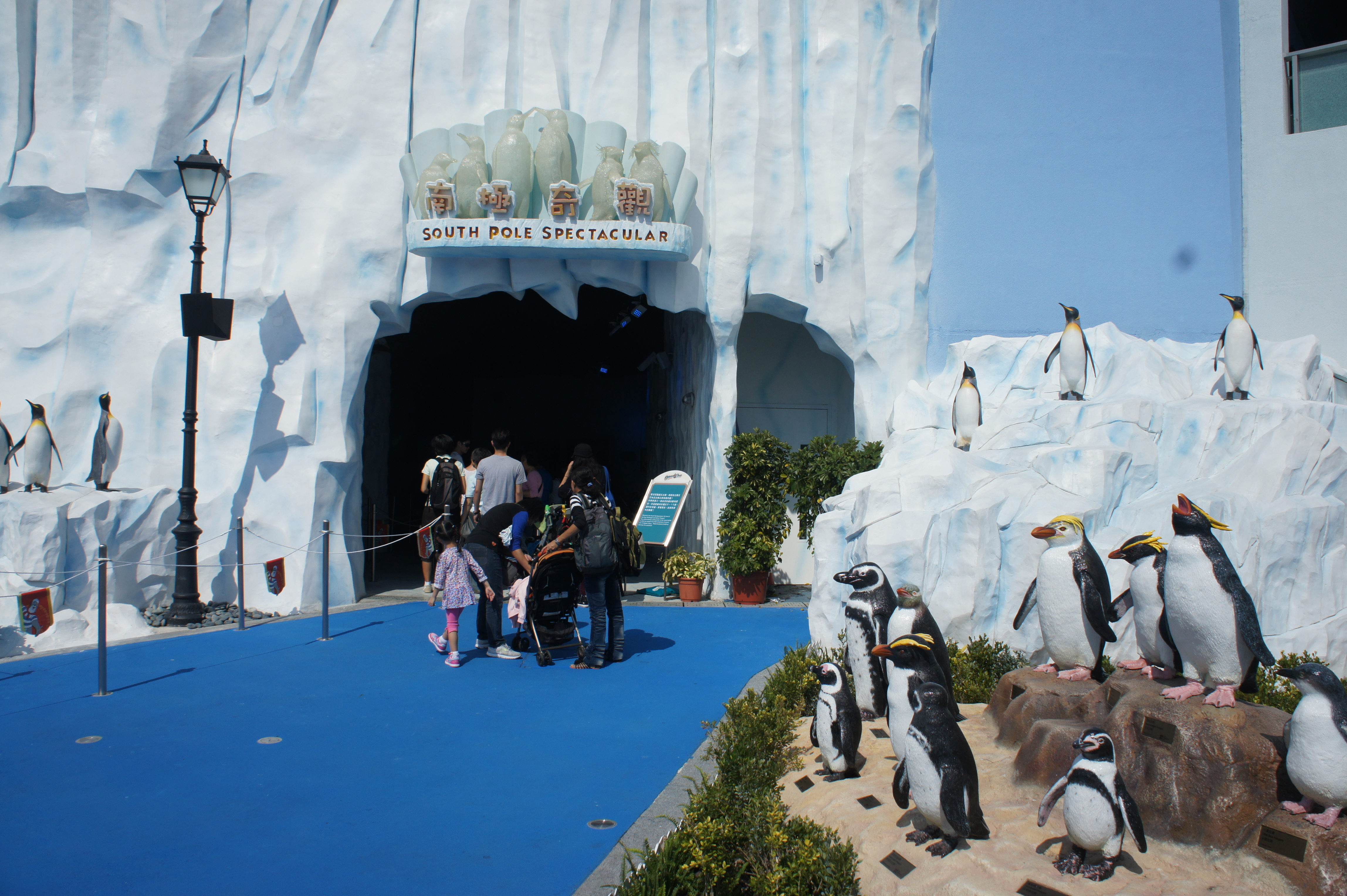
Het South Pole Spectacular in Polar Adventure

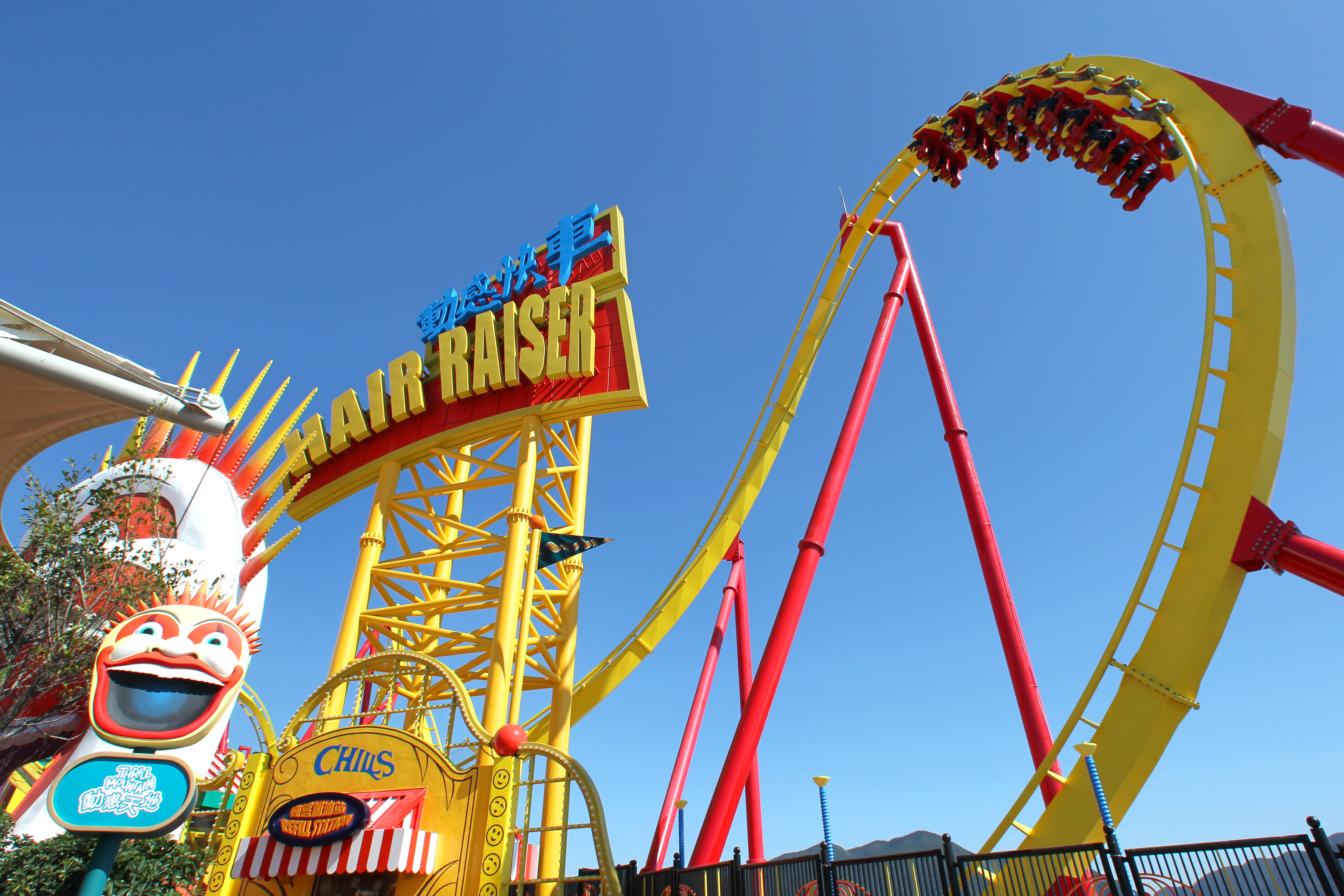
De Hair Raiser in Thrill Mountain

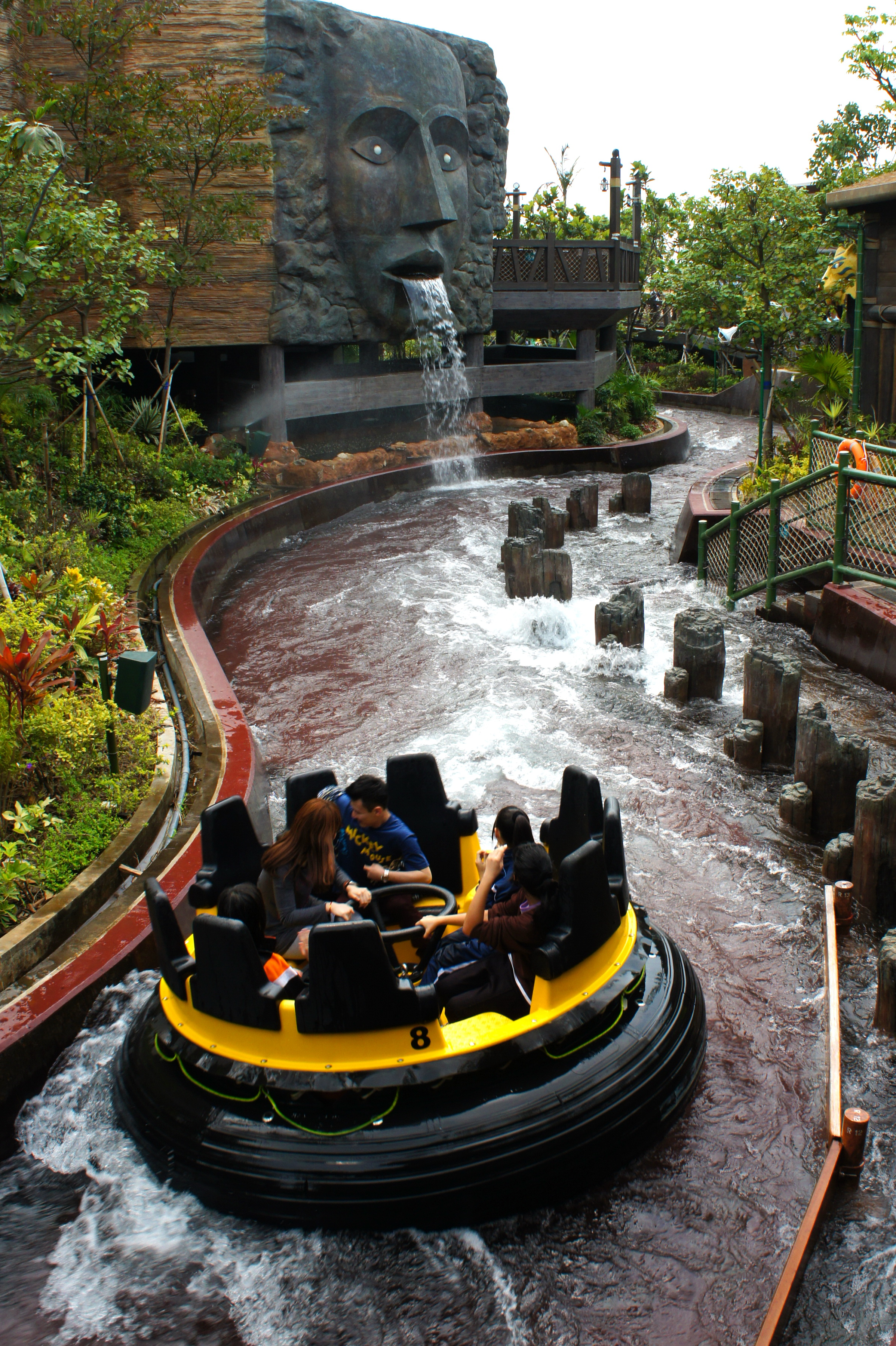
The Rapids in The Rainforest

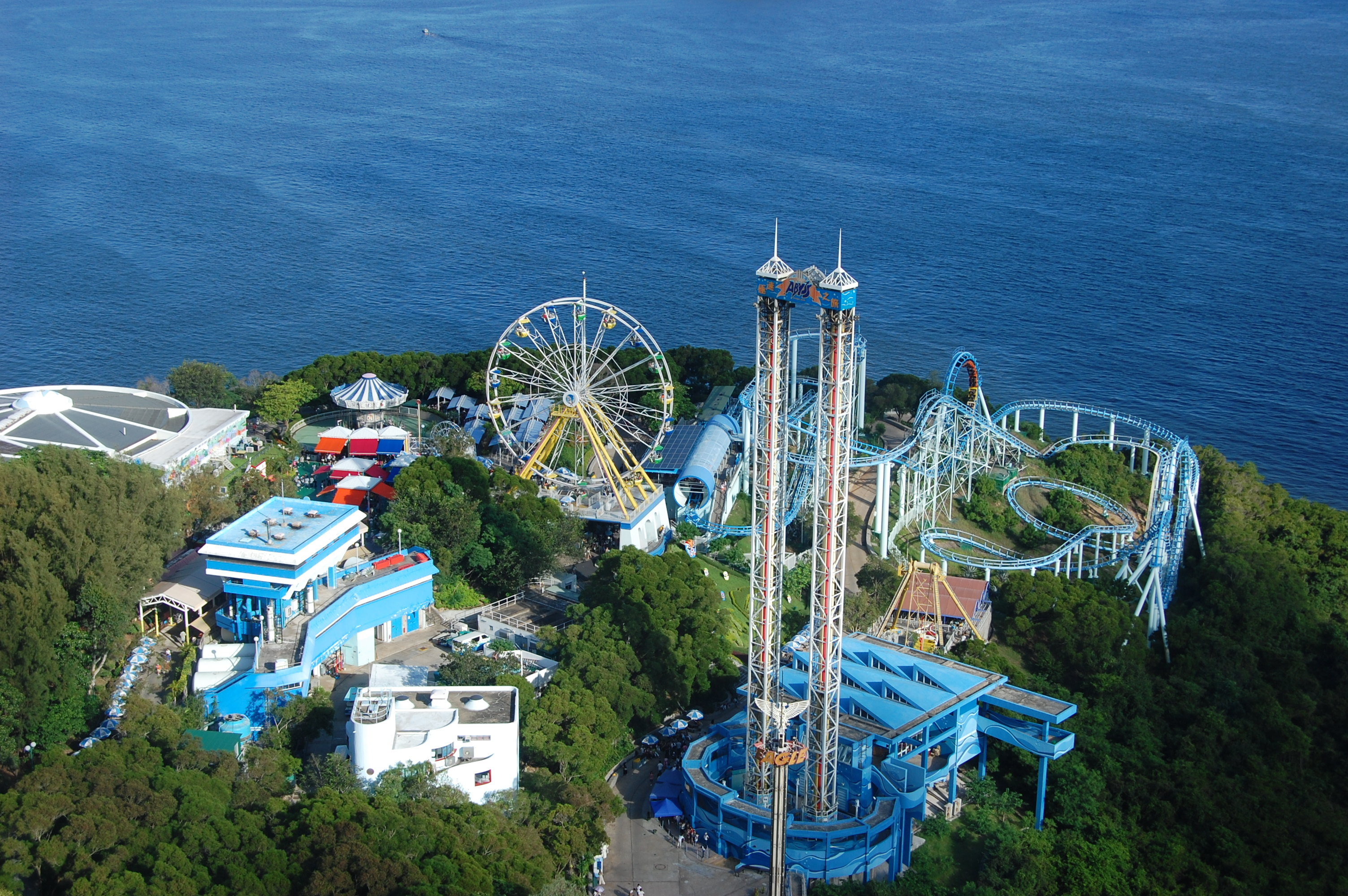
Verschillende attracties in Marine World

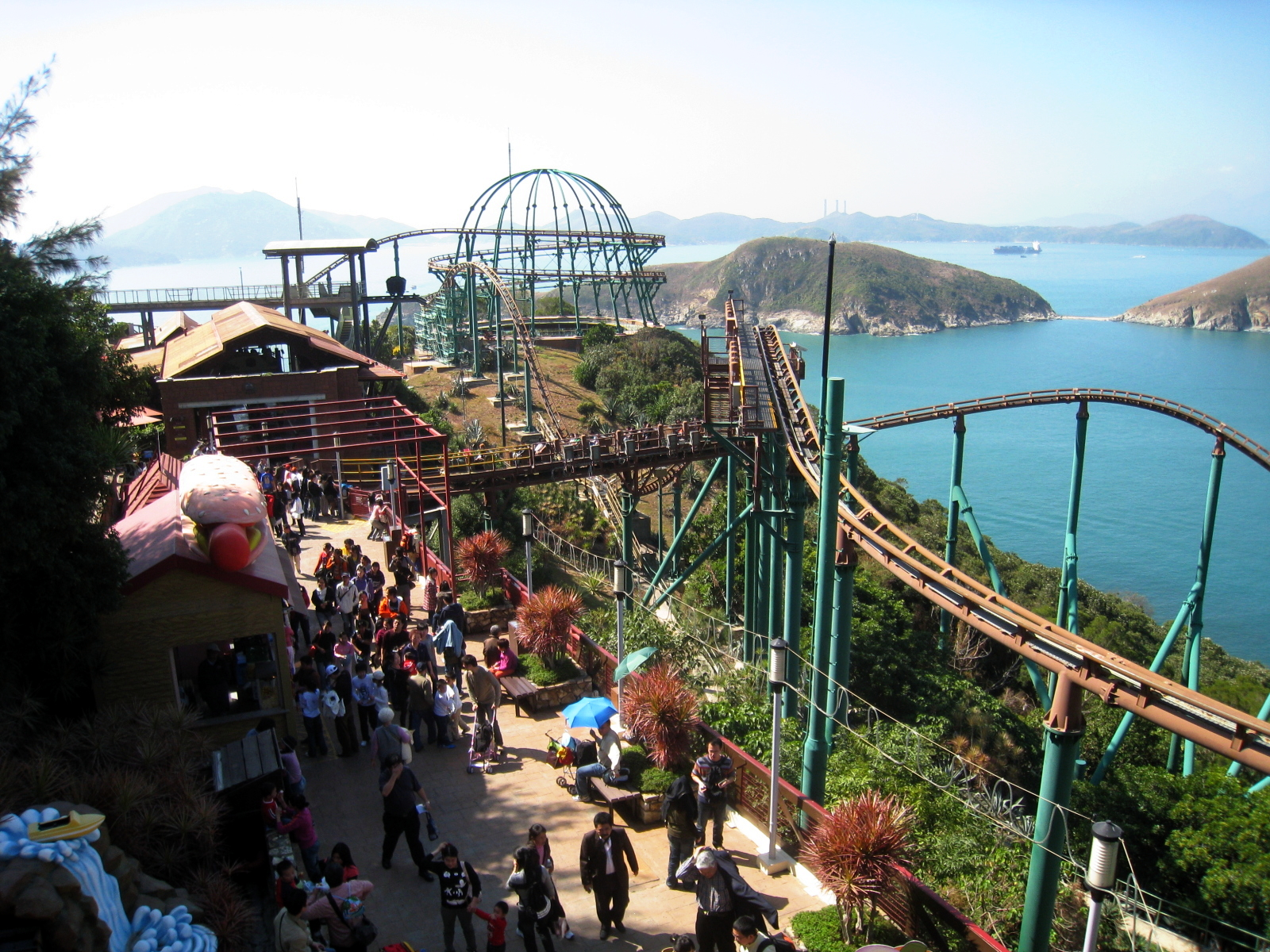
De Mine Train in Adventure Land

Ocean Park Hong Kong is een attractiepark in Wong Chuk Hang op Hongkong Island in Hongkong en is geopend op 10 januari 1977. Het thema van het attractiepark richt zich op (zee)zoogdieren en kent hierdoor ook enkele dierenverblijven, waardoor het park in feite een samensmelting van een attractiepark en een dierentuin is.

## Geschiedenis
Ocean Park Hong Kong werd op 10 januari 1977 geopend door de toenmalige gouverneur van Hongkong, Crawford Murray MacLehose. Ten tijde van de opening vormde Ocean Park Hong Kong nog een onderdeel van de Hong Kong Jockey Club, die 150 miljoen HK$ in het park investeerde. De grond werd vrij beschikbaar gesteld door de overheid van Hongkong. Tussen 1982 en 1984 werd door de Hong Kong Jockey Club nog eens 240 miljoen HK$ geïnvesteerd om een nieuw gedeelte van het park te bouwen, nabij Tai Shue Wan. Het park bestond nu uit twee gedeeltes: het Lowland, dat bij Wong Chuk Hang lag, en het Headland, dat bij Tai Shue Wan lag.
Op 1 juli 1987 werd Ocean Park Hong Kong losgekoppeld van de Hong Kong Jockey Club om vervolgens als zelfstandig orgaan verder te gaan, met een bestuur dat door de regering werd aangewezen. Daarbij werd door de Hong Kong Jockey Club nog een bedrag van 200 miljoen HK$ meegegeven om de verdere ontwikkeling van het park veilig te kunnen stellen. Op dit moment wordt Ocean Park Hong Kong bestuurd door de Ocean Park Corporation, een financieel onafhankelijke non-profitorganisatie.
In 1993 richtte het park de Ocean Park Conservation Foundation op, met als doelstelling om de houding en praktijken ten aanzien van natuurbehoud in Hongkong en Azië te verbeteren. In 1999 werd een andere organisatie voor natuurbehoud opgericht, de Hong Kong Society for Panda Conservation, met doelstellingen die specifiek op reuzenpanda's waren toegespitst. De oprichting van deze organisatie ging samen met de schenking van twee reuzenpanda's van de Chinese overheid aan Hongkong. De panda's werden geschonken vanwege de overdracht van Hongkong door het Verenigd Koninkrijk aan de Volksrepubliek China. In juli van 2005 smolten beide organisaties (Ocean Park Conservation Foundation en Hong Kong Society for Panda Conservation) samen tot de Ocean Park Conservation Foundation Hong Kong.
Onder leiding van Allan Zeman presenteerde het park in 2005 een Master Redevelopment Plan, wat inhield dat de wat oudere elementen uit het park volledig werden vernieuwd en dat er nieuwe gebieden werden ontwikkeld, waarmee het aanbod van attracties meer dan verdubbelde. Lowland werd herontwikkeld naar "Waterfront'" en Headland werd hernoemd tot "The Summit." Als onderdeel van het redevelopment plan openden achtereenvolgens de gebieden Amazing Asian Animals (in 2009), Aqua City (in 2011), The Rainforest (in 2011), Old Hong Kong (in 2012). Met de opening van Polar Adventure (in 2012) kwam het redevelopment plan ten einde.

## Beschrijving
Ocean Park Hong Kong is opgedeelde in twee parkdelen: Waterfront en The Summit. Deze parkdelen zijn vervolgens weer opgedeeld in verschillende themagebieden met elk hun eigen attracties, dierenverblijven, shows, horecagelegenheden en winkels. De twee gebieden zijn verbonden door een 1,5 km lange kabelbaan, de Cable Car, en door de Ocean Express, een ondergrondse kabelspoorweg.

### Waterfront
Waterfront, het gedeelte dat in Wang Chuk Hang ligt, is opgedeeld in drie verschillende themagebieden: Aqua City, Amazing Asian Animals en Whiskers Harbour.

#### Aqua City
Aqua City vormt de ingangszone van het park en bevat daarmee de hoofdingang en alle bijbehorende faciliteiten, gelegen aan Ocean Square. Bij binnenkomst van het park loopt men vrijwel direct op het Aqua City Lagoon, waarop de fonteinenshow Symbio! wordt opgevoerd. Achter deze waterpartij ligt The Grand Aquarium, met een exterieur dat is ontworpen door Frank Gehry. Verderop in het gebied ligt het Waterfront Plaza, met hieraan het Hong Kong Jockey Club Sichuan Treasures-paviljoen, het dierenverblijf van reuzenpanda An An en gouden stompneusapen Le Le en Qi Qi, geschonken door de Chinese regering. Verder ligt aan het Waterfront Plaza het Applause Pavillion, waarin regelmatig tentoonstellingen worden georganiseerd, en ligt er een opstapstation van de Ocean Express. Verderop in Aqua City ligt Old Hong Kong, een gebied waarin een straat uit het Hongkong uit de jaren '50 is nagebouwd. In Old Hong Kong liggen de attracties Adventures in Australia en Sea Life Carousel, evenals een opstapstation van de Cable Car.

#### Amazing Asian Animals
Amazing Asian Animals is een themagebied dat zich met name focust op Aziatische diersoorten. Vanuit Aqua City ligt er allereerst het Giant Panda Adventure, het dierenverblijf van reuzenpanda's Ying Ying en Le Le, de rode panda, de kleinklauwotter en de Chinese reuzensalamander. Het uitgangspad van dit dierenverblijf eindigt in Goldfish Treasures, een paviljoen dat gewijd is aan de relatie tussen China en de goudvis. Tussen deze twee attracties ligt Gator Marsh, het dierenverblijf van de Chinese alligator. Aan de andere zijde van het themagebied ligt het Amazing Bird Theatre, waarin shows met vogels worden opgevoerd, en de Emerald Trail, een wandeltraject door een natuurgebied.

#### Whiskers Harbour
Whiskers Harbour is een themagebied dat zich toespitst op attracties voor kleine kinderen. In het gebied zijn de attracties Balloons Up-Up-And-Away, Clown A Round, Frog Hopper, Merry-Go-Round en Toto the Loco te vinden. Verder is er in het gebied een speeltuin te vinden, Whiskers Harbour Playground, en is aan de grenzen van het gebied een galerij met kermisspellen te vinden, Whiskers Harbour Games Zone. Ook is er het kindertheater Whiskers Theatre te vinden.

### The Summit
The Summit, het gedeelte dat bij Tai Shue Wan, is opgedeeld in vijf verschillende themagebieden: Polar Adventure, Thrill Mountain, The Rainforest, Marine World en Adventure Land.

#### Polar Adventure
Het themagebied Polar Adventure bevindt zich op het hoogste punt van het park en richt zich qua thema op de poolgebieden. In het gebied zijn de dierenverblijven Arctic Fox Den, North Pole Encounter en South Pole Spectacular te vinden, met hierin de ezelspinguïn, de koningspinguïn, de larghazeehond, de poolvos, de rotsspringer, de sneeuwuil en de walrus. Het verblijf van de pinguïns grenst aan het Tuxedos Restaurant, dat ruiten heeft die onderwateruitzicht bieden op het waterbassin van de pinguïns. Verder is in het gebied de achtbaan Arctic Blast te vinden.

#### Thrill Mountain
Thrill Mountain is een themagebied met een kermisachtig thema. Het gebied bevat daarmee enkele kermisattracties, namelijk de Bumper Blaster, de Rev Booster, The Flash en de Whirly Bird. Het gebied wordt aan de westkant begrensd door de achtbaan Hair Raiser, die gebouwd is op de rand van de afgronden aan de Zuid-Chinese zee.

#### The Rainforest
The Rainforest is een gebied met als thema het regenwoud. In het gebied ligt het centrale plein van The Summit: The Summit Plaza. Aan dit plein ligt een opstapstation van de Ocean Express. Dieper in het gebied stroomt de wilwaterrivier van rapid river The Rapids. Op het eiland dat is ontstaan door deze circulaire rivier ligt de wandelroute Expedition Trail, die langs de dierenverblijven loopt van enkele diersoorten die inherent zijn aan het regenwoud.

#### Marine World
Het themagebied Marine World beslaat de grootste oppervlakte binnen The Summit. Het gebied loopt in een traject van haarspeldbochten langs een bergachtig gebied naar beneden. Bovenaan ligt een instapstation van de Cable Car. Een eerste stuk naar beneden ligt de Ocean Park Tower, met daarnaast Pacific Pier, het dierenverblijf van de zeeleeuw. Verder naar beneden ligt het Ocean Theatre, waarin shows met dolfijnen worden opgevoerd. Een stuk verder naar beneden ligt een gedeelte met enkele kermisattracties: de Flying Swing en het Ferris Wheel. Verder ligt in dit gedeelte de Garden of Joy, de Chinese Sturgeon Aquarium Yangtze Exploration en het Shark Mystique. Verder liggen aan de route naar beneden achtbaan The Dragon en de attracties Crazy Galleon, The Abyss en de Eagle. Voordat de weg overloopt in het lager gelegen Adventure Land, liggen er nog het Veterinary Centre en het Marine Mammal Breeding and Research Centre.

#### Adventure Land
Adventure Land is het laagst gelegen themagebied binnen The Summit. In dit gedeelte zijn twee attracties te vinden: mijntreinachtbaan Mine Train en boomstamattractie Raging River. Het gebied is verbonden met de hoger gelegen gedeeltes van Marine World door een aantal opeenvolgende roltrappen.